# Palazzo Adriano
Pour les articles homonymes, voir Palazzo (homonymie).
Palazzo Adriano est une commune italienne de la province de Palerme dans la région Sicile en Italie.

## Histoire
La commune abrite une communauté Arbëresh, Albanais installés ici au XVe siècle, fuyant l’avance ottomane. Ces Albanais ont gardé une forte identité, parlant toujours leur langue, l’arbërisht. Dans leur dialecte albanais teinté d’italien, le village se nomme Pallaci.

## Administration
| Période                                  | Période | Identité | Étiquette | Qualité |
| ---------------------------------------- | ------- | -------- | --------- | ------- |
|                                          |         |          |           |         |
| Les données manquantes sont à compléter. |         |          |           |         |

### Communes limitrophes
Bivona, Burgio, Castronovo di Sicilia, Chiusa Sclafani, Corleone, Lucca Sicula, Prizzi

## Culture populaire
Le village a servi de décors au film Cinema Paradiso (1989).